# NGC 3538
NGC 3538 – gwiazda podwójna znajdująca się w gwiazdozbiorze Smoka. Zaobserwował ją Heinrich Louis d’Arrest 15 września 1866 roku i skatalogował jako obiekt typu „mgławicowego”.